# Дивна Вековић
Дивна Вековић (Лужац, 1886 — 1944) била је прва прва школована бабица и зубарка у Црној Гори, докторка књижевности и прва преводитељка Његошевог Горског вијенца на француски језик. Ауторка је и француско-српског рјечника.
Одлучивши се за студије, она је марљивим прикупљањем знања оставила својеврсан печат не само на област свог примарног, љекарског позива, већ и на област књижевног стваралаштва и превођења. Била је веома активна у упознавању Европе са културом Црне Горе.

## Биографија
Дивна Вековић рођена је 1886. године у селу Лужац код Берана у српској породици, као шесто од седморо дјеце Уроша и Толе Вековић. Основну школу је завршила у манастиру Ђурђеви Ступови а затим нижу гимназију у Скопљу и Дјевојачки институт на Цетињу. О њеном породичном животу нема поузданих података.

### Школовање
Као изузетно талентовану ученицу, књаз Никола је упућује на студије у Париз и додјељује јој стипендију Књажевине Црне Горе. Као одлична ученица и једна од најбољих у својој генерацији Дивна је била стипендисткиња Дјевојачког института на Цетињу, института за школовање женске дјеце „Царица Марија”. На Сорбони је 1907. завршила медицину и постала љекарка. Образовање које је стекла у Француској обухватило је једногодишње студије Бабичке школе у Амијену, други, завршни разред при Медицинском факултету на Сорбони, и двогодишњу дентистичку школу коју је завршила 1917. у Паризу Била је чланица Међународног црвеног крста. Вратила се у Црну Гору 1939. године.  Од одласка на студије у Француску до повратка углавном је боравила у Паризу, тако да је усавршила познавање француског језика.
О завршетку припремног разреда бабичке школе и школе за дентисте постоје службени подаци, међутим о стипендији за студије на Сорбони и упису на медицински факултет не постоји службена белешка. Ове податке дају чланови њене уже породице, а документација коју је посједовала Дивна Вековић, 1945. године је уништена.
Године 1926. у Београду је одбранила докторску тезу из књижевности.

## Књижевни рад
Дивна Вековић прва је превела Његошев Горски вијенац на француски језик, 1917. године. Предговор за ово француско издање написао је француски писац и академик Анри де Рењије (Henri de Régnier). Цијенећи ту њену заслугу, књаз Никола ју је наградио спомен-брошем израђеним у злату и платини, са ликом Његоша. Било је то признање које је додјељивано женама високог ранга, а за чију је додјелу, по неким изворима, најзаслужнија кнегиња Милена. Познато је и да је препјевала пјесме Јована Јовановића Змаја, превела књигу Вука Караџића Живот и обичаји народа српскога, Српске народне приче, Епске пјесме, Басне и друге радове. Ауторка је два ријечника француског језика, француске граматике и књиге Крвни умир (1931). Сем овог бавила се прикупљањем народних умотворина, обичаја, ношњи у Васојевићима и Црној Гори.

## Ангажовање током ратова
Као студенткиња Сорбоне Дивна Вековић се истакла као љекар и хуманиста у Првом свјетском рату. Добровољно се прикључила 1918. године борцима на Солунском фронту, обављајући
професионалне дужности. На Солунском фронту је и рањена. После рата се посвијетила образовању српске и црногорске дјеце која су се школовала у Француској.
Дивна Вековић је преко тридесет година живјела и радила у Паризу. Године 1939. враћа се у Југославију, гдје и остаје због ратних сукоба који су почели. Боравећи у вријеме Другог свјетског рата у Црној Гори, ангажовала се у здравственој служби и била веома предана хуманитарна радница. Радила је у свом родном мјесту, бринући се о болеснима, рањеницима и сиромашнима. Од 1943. године била је запослена на мјесту чиновнице при Дому здравља у Беранама.
Осим професионалног ангажовања, Дивна се бави просвјећивањем жена у беранском крају. Од 1941. до краја рата пише за Глас Црногорца. Почетком рата је, као познавалац страних језика, са ондашњим васојевићким првацима присуствовала преговорима са италијанском командом у Беранама. Спадала је у оне људе који су дубоко вјеровали да треба водити такве преговоре како би се спријечило уништавање народа.

## Смрт
Дивна Вековић је слиједила политичке идеје краља у избјеглиштву и била одана националним циљевима српског народа. У прикупљеним подацима
нема трага да је била чланица било које политичке партије у Француској или у Црној Гори, али је била присталица монархистичког уређења. Њен старији брат Панто Вековић, свештеник по образовању и професији, био је укључен у политичке прилике Берана, заједно са групом људи из Васојевића, који су заузимали значајне друштвене функције у доба Отоманске управе.
Пред крај рата, када су Италијани одступали према Албанији, а партизани надирали и ослобађали Подгорицу, прочуо се глас да ће сви грађани који нису приступили партизанима бити подвргнути судским процесима. Формирали су се чувени збјегови црногорског народа у којима је велики број људи, плашећи се нове власти, кренуо преко Босне и Хрватске ка западним територијама. У једном од тих збјегова, као присталица монархистичког уређења државе, била је и Дивна. Убијена је у збјегу 1944. године. Иако у историографији за сада важи да је умрла крајем Другог светског рата, у непознатим околностима, постоје и тврдње да је страдала као жртва догађаја на Зиданом мосту, када је партизанска власт, без суђења, стрељала више десетина хиљада људи из Србије, Црне Горе и Хрватске, који су се нашли у овим збеговима.

## Признања и почасти
Године 2017. је поред манастира Ђурђеви ступови отворена Народна кухиња која је симболично понијела име Дивне Вековић.

## Дјела
- Вековић, Дивна (1916). Француска граматика : (grammaire franco-serbe). Париз: Издање руско-француске књижаре. 235392524
- Вековић, Дивна (1916). Српско-француски разговори = Manuel de conversation Serbe-Français. Париз: Librarie Russe et Française. 47935503
- Veković, Divna (1917). Dictionnaire serbe-français : (avec prononciation figurée). б. м. 37241871
- Petrović Njegoš, Petar II; Régnier, Henri de; Vékovitch, Divna (1917). Les lauriers de la montagne. Paris: Berger-Levrault. Приступљено 11. 11. 2019. 214525703
- Karadžić, Vuk Stefanović; Veković, Divna; Ginier, M. (1934). Contes populaires serbes. Paris: Les éditions internationales. 236843527